# Palazzo Lanfranchi (Pisa)
El Palazzo Lanfrachi es un edificio ubicado en Pisa. En su interior está ubicado el Museo de la Gráfica. El edificio toma su nombre de la familia Lafranchi, una familia noble de origen que habitó en el palacio hasta finales del siglo XIX.

## Historia y descripción
El palacio estuvo habitado por la familia Lafranchi hasta 1899. En 1952 el edificio pasó a manos de la Comuna de Pisa.
El edificio actual es fruto de la unión de cuatro edificios medievales entre 1535 a 1539. Aún se conservan rastros de estos edificios, como la torre medieval de piedra verrucana y algunos ladrillos en la parte trasera.
La puerta principal, orientado hacia el Arno, se sitúa en una posición asimétrica hacia la izquierda. Está rodeada de sillares de piedra y coronado por una terraza. También cuenta con elegantes ventanas a distancias regulares con frontones triangulares o semicirculares en la planta baja y en el primer piso y marcos de piedra en el segundo piso. La decoración se completa con dos marcapianos, perfiles de piedra y un escudo sobre el portal del balcón.
Entre las huellas de los edificios anteriores, quedan las superficies de tres pilares verrucanos en la planta baja, que supuestamente soportaban los arcos sobre los que se colocaron las bóvedas de los techos. También hay un muro sin revocar que revela la presencia de estructuras arquitectónicas medievales, como arcos bajos, ventanas tamponadas y mechinales.

## Museo de la Gráfica

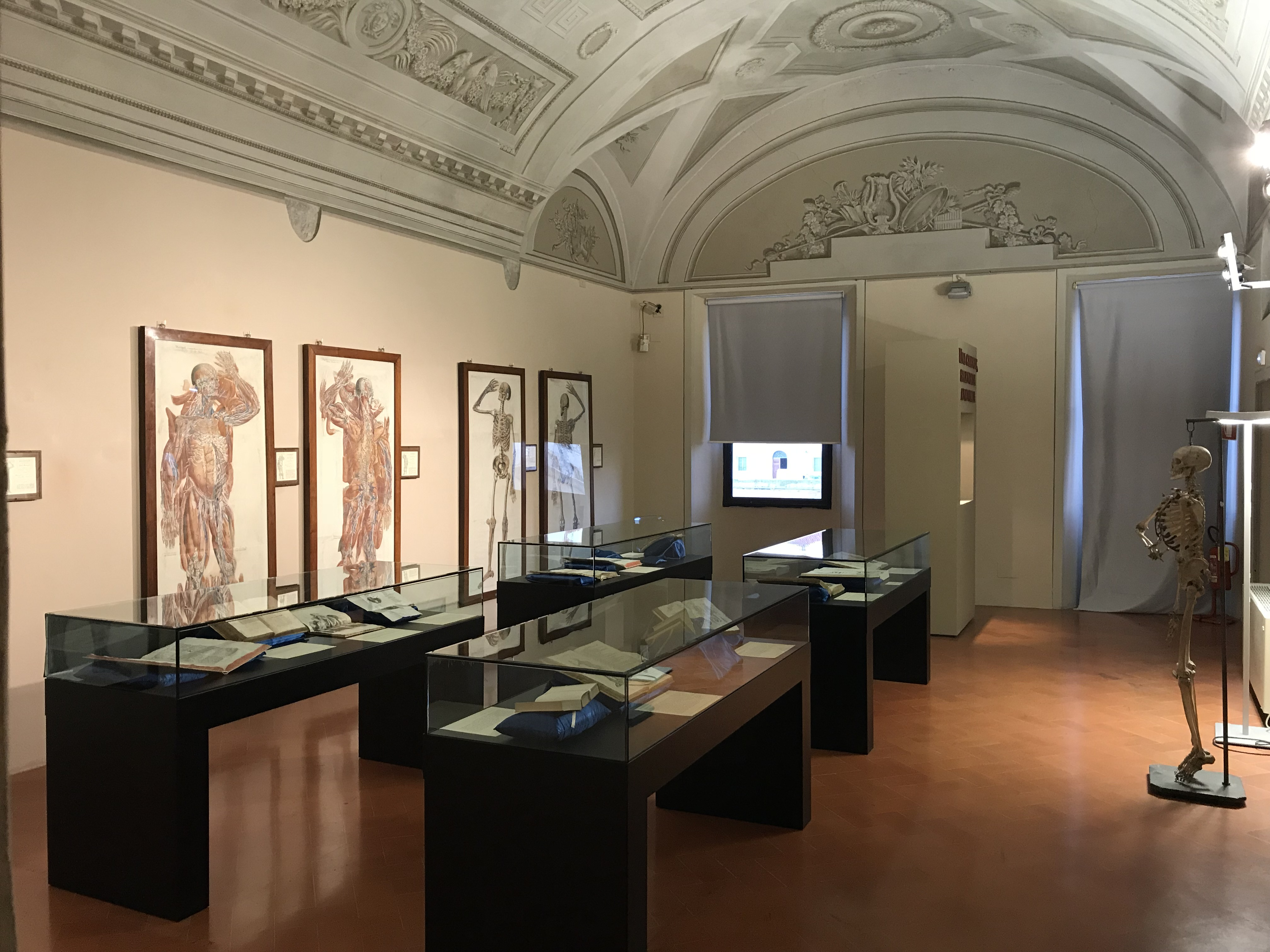
Interior del Museo de la Gráfica ubicado en el Palazzo Lanfranchi

En el interior del palacio, por voluntad del Ayuntamiento de Pisa y la Universidad de Pisa, está ubicado el Museo de la Gráfica. Alberga las colecciones universitarias del Departamento de Dibujos y Grabados, una colección de gráficos contemporáneos iniciada en 1958 por Carlo Ludovico Ragghianti.
Una parte importante de la colección son las donaciones de Sebastiano Timpanaro, compuesta por más de mil piezas y que hace de la sección de los siglos XIX y XX una de las principales atracciones. Además de la donación de Giulio Carlo Argan, compuesta por unas 600 piezas de la segunda mitad del siglo XX.
Finalmente, muchas donaciones de varios artistas como Giuseppe Capogrossi, Mario Chiattone, Fabrizio Clerici, Emilio Greco, Ennio Morlotti, Bruno Munari, Achille Perilli, Arnaldo y Giò Pomodoro, Pablo Picasso, Aligi Sassu, Vittorio Tavernari, Ernesto Treccani, Emilio Widow, Alberto Ziveri.
En octubre de 2000 el edificio dedicó una exposición a Antonio Arosio y al marco cultural, histórico y artístico en el que se desenvolvió, proponiendo también escritos del propio artista.